# Vokalbalans
| Vokalbalans |
| --- |
| Vokalljuden i svenskan. Vokalbalans innebär att olika stavelselängd i ordstammarna leder till olika ändelseljud. - Effekt – variation i kvalitet hos ändelsevokal - Orsak – ordstammens stavelselängd - Typ – fonologiskt fenomen |

Vokalbalans är ett fonologiskt fenomen som innebär att ändelsevokalen varierar i kvalitet beroende på ordstammens stavelselängd. 
Till exempel behöll de fornsvenska ändelserna -i, -u och -a sin kvalitet om stamstavelsen var kort, som i guþi ’gud (dativ)’, gatu ’gata (oblik) och tala, men fick en mer central artikulation, -e, -o och -æ, om stamstavelsen var lång, d.v.s. innehöll en lång vokal, konsonant eller konsonantkluster, som i siungæ ’sjunga’, hūse ’hus (dativ)’, tungo ’tunga (oblik)’. Detta beror på att ändelsen i kortstaviga ord uttalades med ett visst bitryck, så kallad jämviktsaccent, vilket inte fanns i långstaviga ord och ledde till en försvagning eller centralisering av ändelsevokalen.
Om vokalförändringen sker i både öppna och slutna stavelser, d.v.s. ändelsen består av enbart en vokal, eller av både en vokal och en konsonant, kallas vokalbalansen för fullständig vokalbalans. Om den bara sker i öppna stavelser kallas den ofullständig vokalbalans.
Vokalbalansen finns som rest i modernt svenskt skriftspråk i ord som furuskog, ladugård och gatukök med bindevokalen -u-, kontra ord som kyrkogård, tungomål och läroverk med bindevokalen -o-, som reflekterar stamstavelsens tidigare kortstavighet i orden furu, lada och gata, respektive långstavighet i orden kyrka, tunga och lära.

## Fornsvenska
Utbredningsområdet för vokalbalans har tidigare gällt för större delen av Sverige. Vokalbalansen finns ännu i dag i traditionella dialekter i norrländska mål, östsvenska mål och dalmål. Det finns även många spår av vokalbalans i uppsvenska mål och i medeltida urkunder finns exempel på vokalbalansen a > æ så långt söderut som östra Småland, d.v.s. in på götamålsområdet. Vokalbalansen har dock inte gällt för dialekter i Västergötland.

### u > o
Vokalbalansen u > o är nästan alltid fullständig i handskrifter från 1330–1500, t.ex. mōþor ’moders’, mantol ’mantel', lovaþo ’(de) lovade', asko ’askas’, tīo ’tio’, jämfört med faþur ’faders’, diævul ’djävul’, salu ’salu’, tiughu ’tjugo’. Vokalbalansen visar sig även i vissa trycksvaga ord som æru > æro ’äro’, sum > som ’som’, um > om ’om’, mun > mon ’kommer att’, up > op ’upp, opp’, samt i vissa ord där u uppkommit av ett äldre förkortat långt ū, som i hūsbṓnde > hosbṓnde. I flera äldre fornsvenska handskrifter har dock u bevarats framför m, såsom i ändelsen -um dativ plural, t.ex. allum ’allom’, men allo ’allo.

### i > e
Vokalbalansen i > e är till skillnad från u > o främst ofullständig vokalbalans, förutom i några äldre handskrifter från 1330–1360, såsom Codex Bureanus som visar former som mōþer ’moder’, ængel ’ängel’, talaþe ’talade’, hūse ’hus (dativ)’ jämfört med faþir ’fader’, himil ’himmel’, guþi ’gud (dativ)’. I de flesta handskrifter från 1325–1500 är vokalbalansen så gott som alltid ofullständig, med former som mōþir, men hūse, även i trycksvaga ord som fyri > fyre ’före’ och i förstavelser som bilǣ́te > belǣ́te ’bild, beläte’ eller i ord där i uppkommit av ett äldre långt ī som i līkámen > lekámen ’lekamen’, ī mællan > e mællan ’emellan’, ī mōt > e mōt ’emot’, men til ’till’ och viþ ’vid’.

### a > æ
Vokalbalansen a > æ är ovanligare än de andra två, och fullständig vokalbalans finns endast i några få handskrifter, såsom Kopparbergsprivilegierna från 1347. I denna skrift förekommer former som gangæ ’gå’, blīvæ ’bliva’, giældæs ’gäldas’, morþære och biltoghæ ’biltog’ i motsats med former som fara, giva och kolare. Ofullständig vokalbalans förekommer också i några främst södermanländska skrifter, men många östgötska handskrifter har enbart a, vilket också är det vanliga i yngre handskrifter.

### Senare utveckling
Vokalbalansen blev med tiden utjämnad såväl i centralsvenska dialekter som i skriftspråket, och i slutet av medeltiden är -e och -o vanligt även i kortstaviga ord. Eftersom de långstaviga orden var fler till antalet än de kortstaviga, skedde utjämningen i den riktningen, att ändelsevokalerna i de kortstaviga orden anpassade sig efter de långstaviga. I Gustav Vasas bibel från 1541 har de flesta kortstaviga ord -e och -o med några undantag som Gudhi ’gud (dativ)’, tiughu ’tjugo’ m.fl., samt enstaka böjningsformer som kakur som förekommer tre gånger (men kakor 25 gånger), (vth)gutu (-guttu) fyra gånger (vthguto också fyra gånger), m.fl.

## Svenska dialekter
Vokalbalans påträffas i nutida mål i ett område som sträcker sig från östsvenska mål till norrländska mål, ner till dalmålen och östnorska dialekter i ett sammanhängande nordskandinaviskt område, och det finns även spår av vokalbalansen i Uppland.

### Dalmål
Motsättningen mellan gamla långstaviga och gamla kortstaviga ord är som mest utpräglad i dalmålen. I Älvdalen finns distinktionen mellan korta och långa stavelser bevarad, och vokalbalansen har intill nyligen varit någorlunda produktiv. Långa stavelser är de med lång vokal eller vokal + konsonant. Korta stavelser är öppna stavelser med kort vokal. Stavelsernas längd har betydelse för ett antal processer i språket, t.ex. verbböjning och apokope.
I älvdalskans fall innebär detta att vissa slutvokaler altererar beroende på stamvokalens längd, och -i altererar med -e, -e med -ä och -a med -å. Av förtydligande skäl representerar kolonet (ː) i tabellen nedan en lång vokal.
| Kort            | Lång              | Ändelsevokal |
| --------------- | ----------------- | ------------ |
| atji ’hake’     | stabbe ’stubbe’   | i ~ e        |
| bikäð ’beckade’ | swiːveð ’svävade’ | ä ~ e        |
| bikå ’becka’    | swiːva ’sväva’    | å ~ a        |

Älvdalskan uppvisar även också tilljämning i kortstaviga ord, det vill säga att stamvokalen anpassat sig efter ändelsevokalen, enligt en form av regressiv assimilation, vilket ger ord som spårå (< *sparå) ’spara’, spärär (< *sparär) ’sparar’, skuomäkär (< *skuomakär) ’skomakare’, men kasta, kaster ’kastar’, dymbel ’dymmelspik’ och skrädder ’skräddare’.

### Uppsvenska mål
På ett mindre uppsvenskt område, påträffas vokalbalans så att ett gammalt kortstavigt ord som stuga har pluralformen stugur, medan ett gammalt långstavigt som flaska har pluralformen flaskår.

### Norrländska mål
I vissa norrländska mål är vokalen försvagad (centraliserad) i gamla långstaviga ord, som i stintä ’flicka’, kastä ’kasta’, eller bitä. I andra dialekter, t.ex. i Jämtland och Västerbotten är slutvokalen apokoperad (avhuggen): kast’, bit’, gubb’. I dessa stavelser får stamstavelsen som ersättning för den apokoperade ändelsevokalen en tvåtoppig tonaccent. I gamla kortstaviga ord är vokalen däremot bevarad: staka, stugu ’stuga’, viku ’vecka’, tala, kuma, ’komma’, o.s.v. I kortstaviga ord har ofta vokalen i stammen anpassat sig efter ändelsevokalen, så kallad tilljämning, vilket är mest utpräglat i väster och i norr, vilket resulterar i former som lovo ’lova’, färä ’fara’, vuku ’vecka’, och ludu ’lada’ i Jämtland, och former som firi ’farit’, lissi ’läst’ och skyri ’skurit’ i Västerbotten. I vissa norrländska mål har vokalbalansen betydelse för ordböjningen, så att ’hästarna’ heter hästa, men ’dagarna’ dagana; ’kråkorna’ kråkän, men ’kakorna’ kakuna.

### Östsvenska mål
I Österbotten har vokalbalansen den effekten att långstaviga infinitiver apokoperar sin slutvokal kast ’kasta’, medan den behålls i kortstaviga infinitiver som i fara. I Oravais och söderut är apokoperingen genomgående, så att även ’fara’ heter far eller faar.
I Nyland varierar ändelsevokalerna -o/-u med -å enligt vokalbalans, så att ’stuga’ heter stogo eller stugu medan ’bytta’ heter byttå.

## Norska dialekter
I norska dialekter påträffas vokalbalans på Østlandet, Trøndelag och i vissa nordnorska dialekter, t.ex. i Brønnøy och Rana i Helgeland, och i Bardu och Målselv i Troms. Vokalbalans är också ett tillåtet skrivsätt på nynorska, så kallad kløyvd infinitiv (kluven infinitiv), och följer man detta skrivsätt är infinitivändelsen -e för gamla långstaviga verb, t.ex. skrive, medan gamla kortstaviga verb har en infinitivändelse på -a, t.ex. lesa.

## Vokalbalansens ursprung
Språkforskaren Jurij Kusmenko har föreslagit att vokalbalansen i nordiska språk kan bero på inflytande från samiska. Enligt honom uppvisade samiska i början av 1000-talet en vokalbalans som innebar att en obetonad vokal direkt efter en kort stavelse förlängdes, medan obetonad vokal efter lång stavelse reducerades efter långa rotstavelser, ett fenomen som också finns i flera nordiska dialekter, bl.a. i Tinn och Vågå i Norge, och i Furnäs i Dalarna i Sverige. När samer lärde sig svenska och norska överförde de detta prosodiska system till sitt andraspråk och det skulle sedan ha spridit sig till de nordiska dialekter som talades i kontaktzoner mellan samiska och nordiska språk.